# شهرستان بوردن (تگزاس)
بوردن (به انگلیسی: Borden) شهرستانی در ایالت تگزاس است. در سرشماری سال ۲۰۰۰، جمعیت این شهرستان ۷۲۹ نفر اعلام شد. مرکز بوردن شهر گیل است. شهرستان بوردن در سال ۱۸۷۶ تأسیس شد.

## جغرافیا
طبق اداره آمار آمریکا، این شهرستان مساحتی در حدود ۲٬۳۴۷ کیلومتر مربع دارد.

## نگارخانه

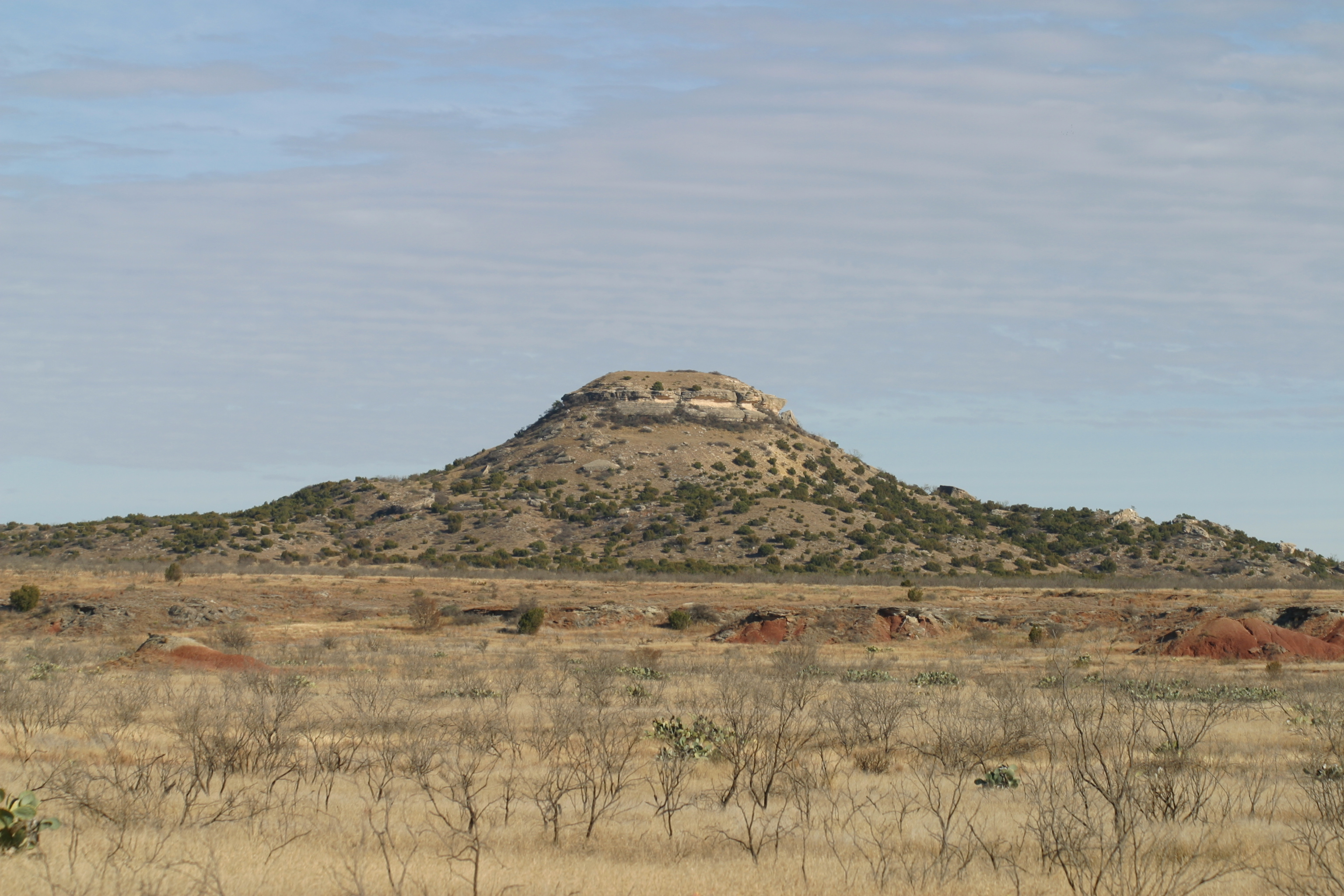
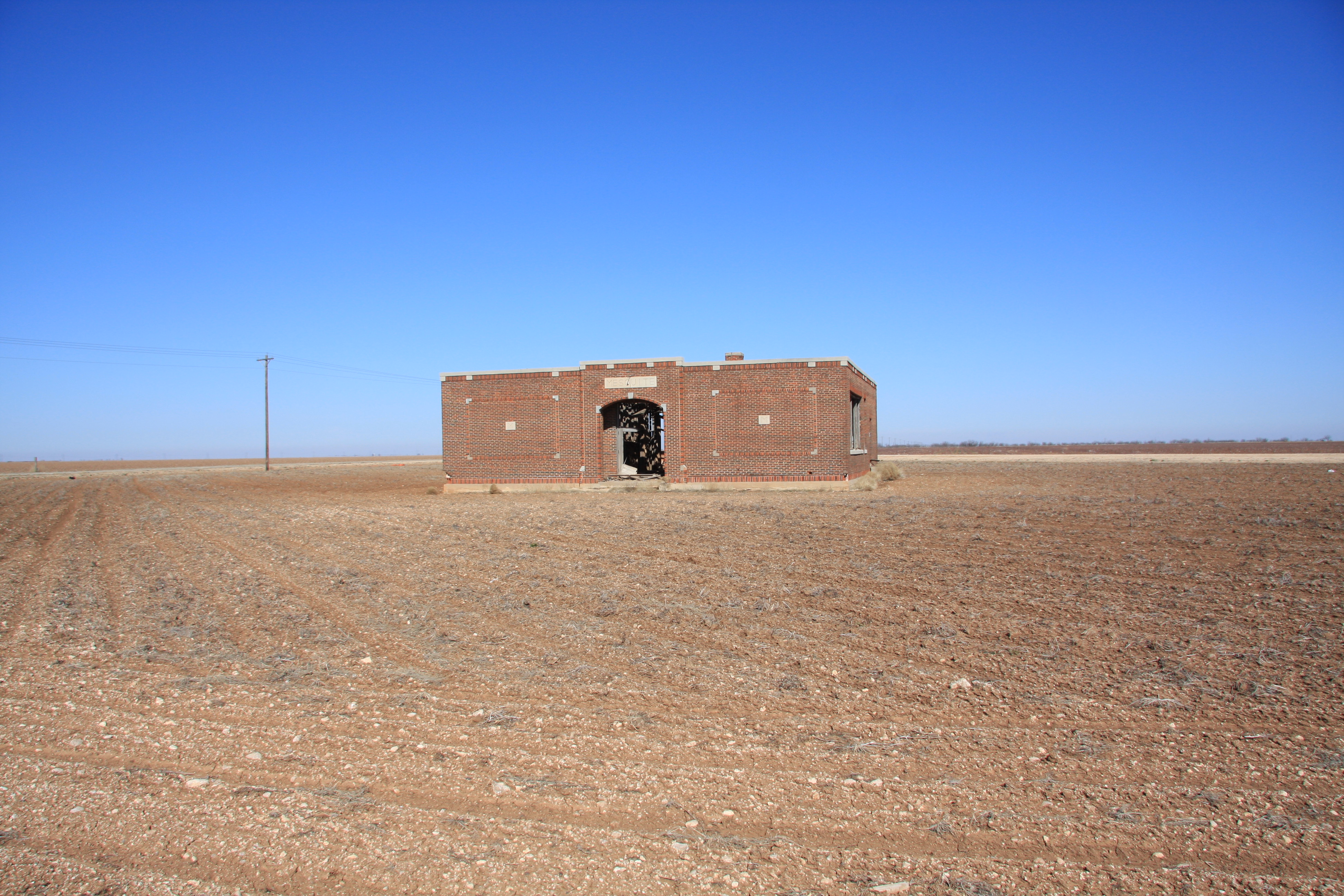
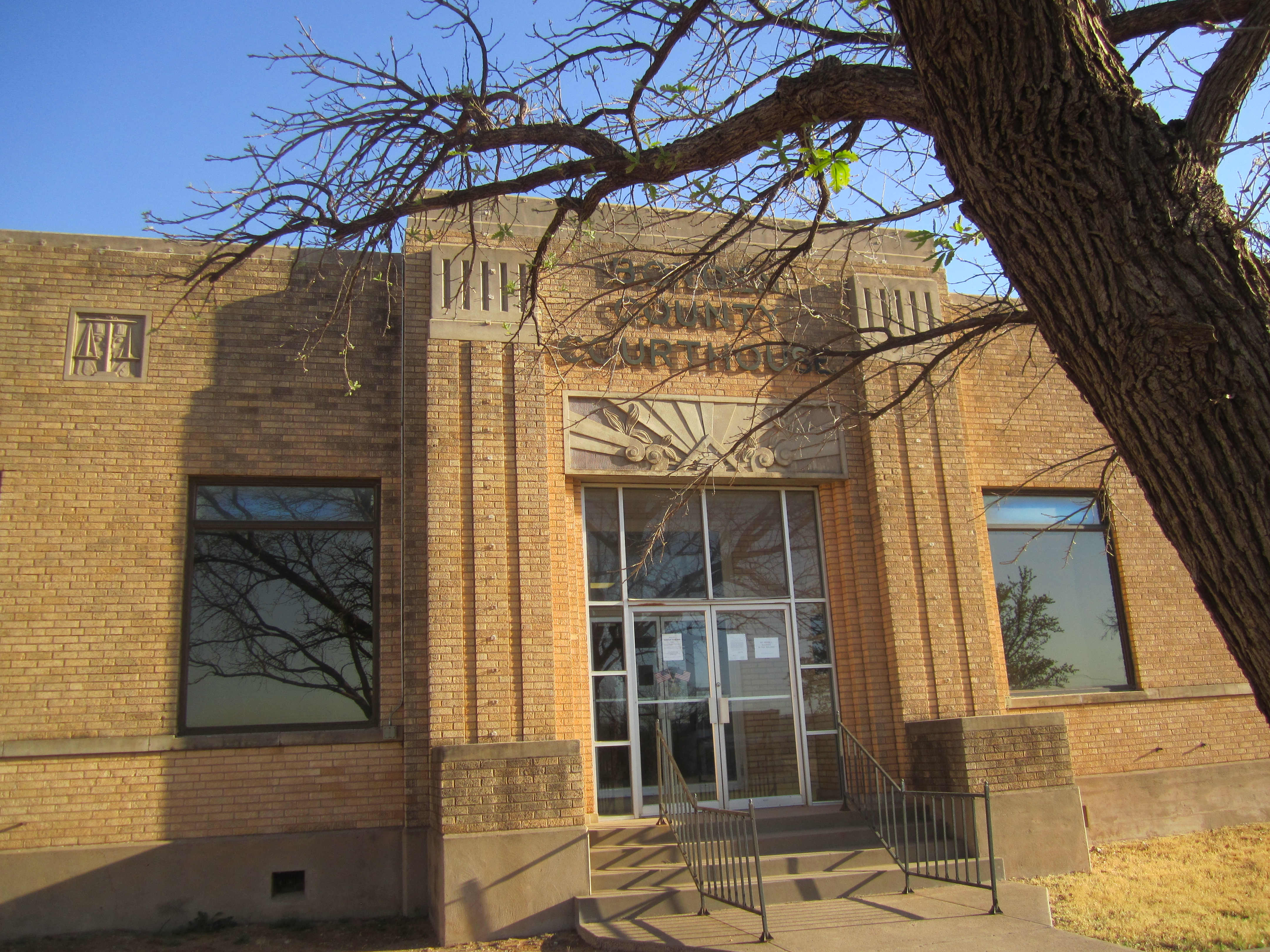
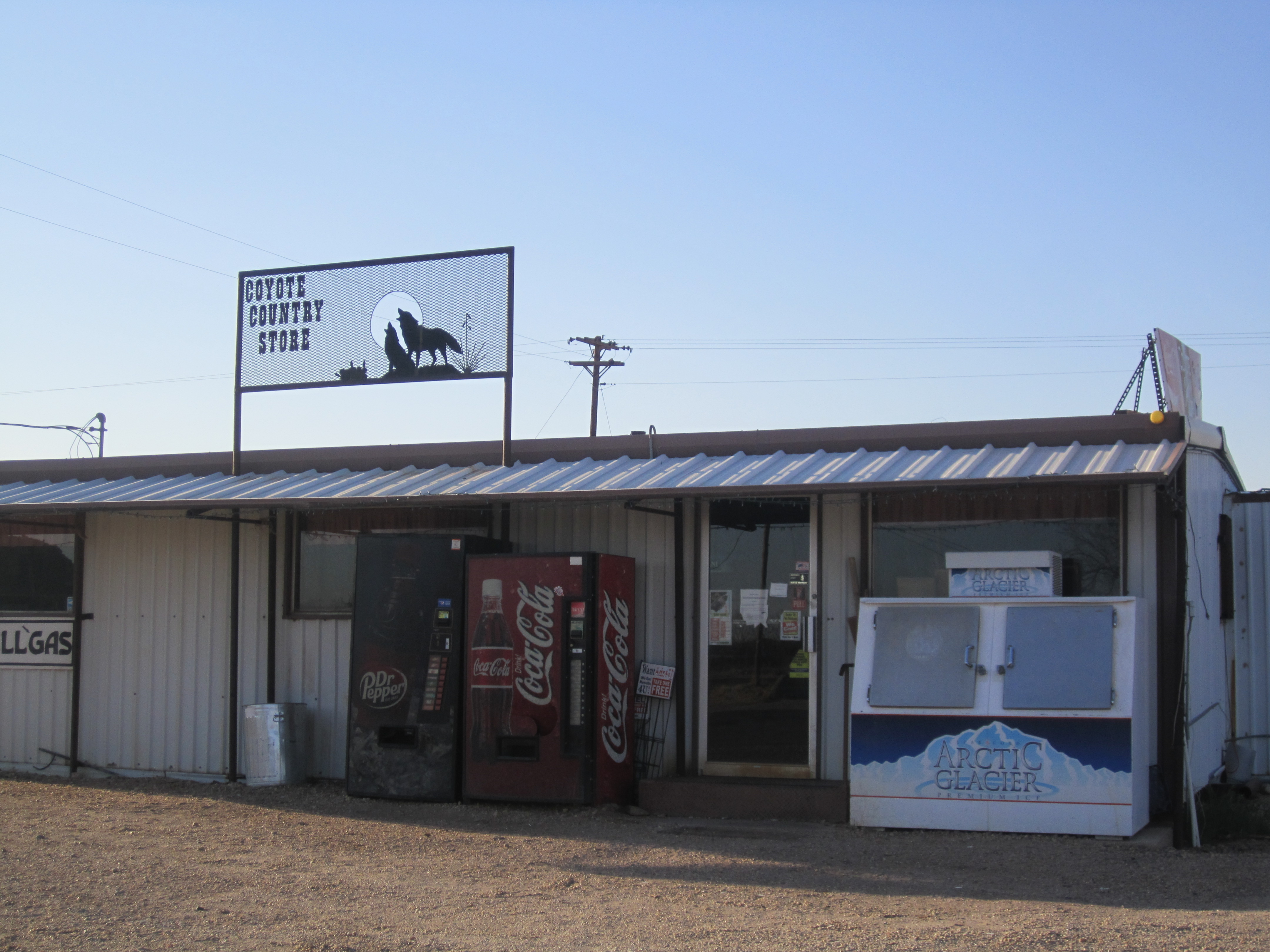
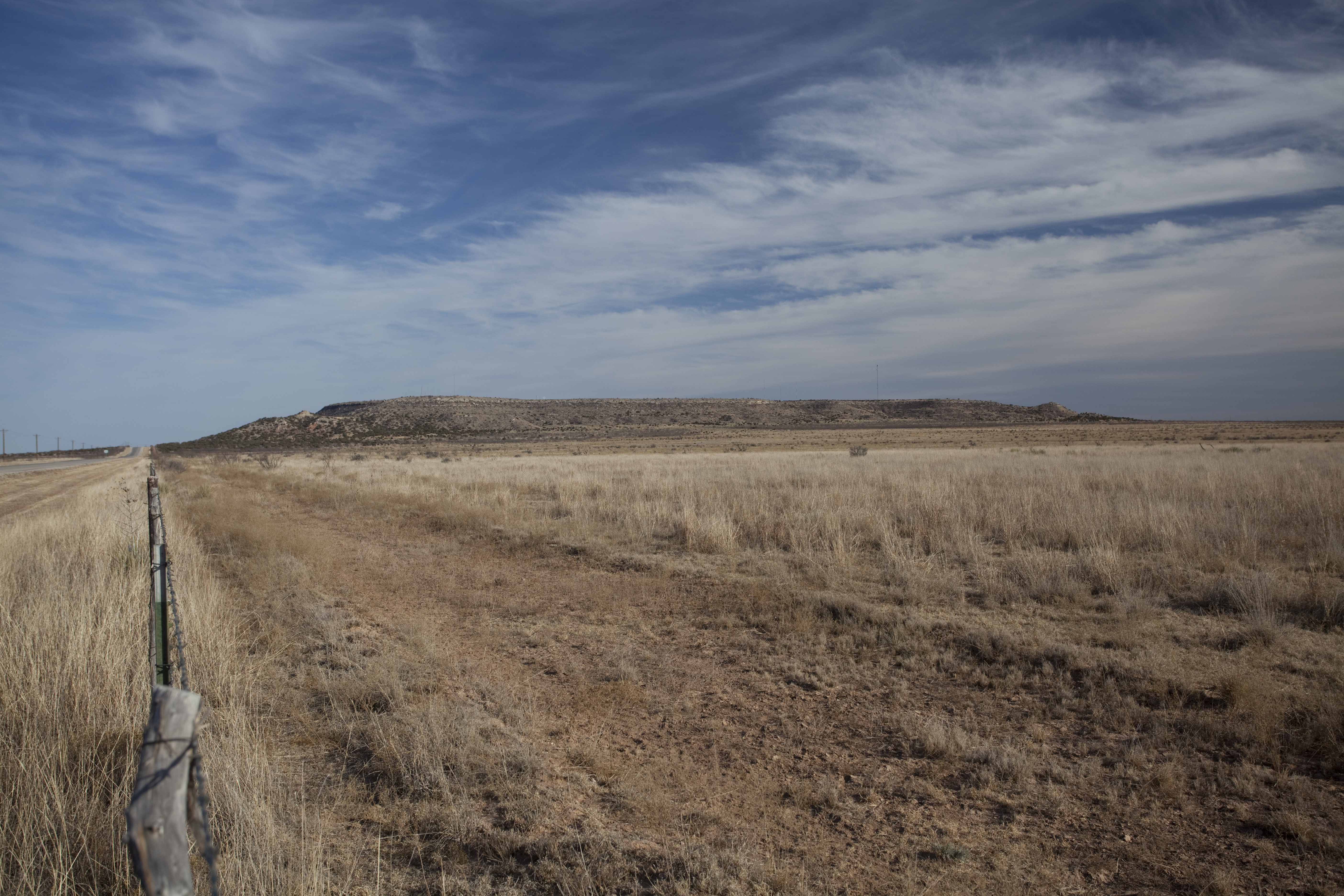
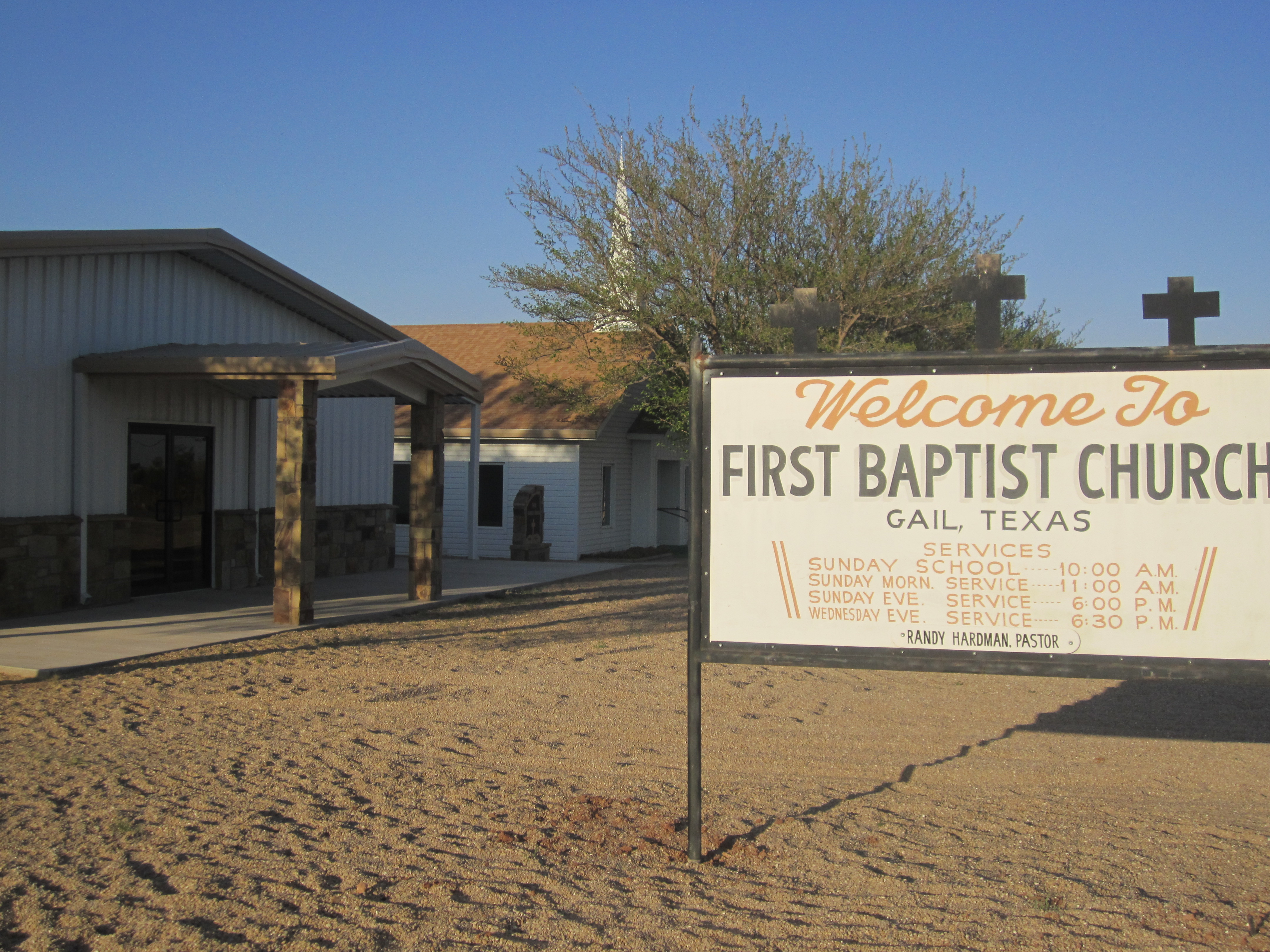

### شهرها
- گیل